# Murillo de Gállego (ort)
Murillo de Gállego är en ort i Spanien.   Den ligger i provinsen Provincia de Huesca och regionen Aragonien, i den nordöstra delen av landet, 300 km nordost om huvudstaden Madrid. Murillo de Gállego ligger 526 meter över havet och antalet invånare är 189.
Terrängen runt Murillo de Gállego är huvudsakligen kuperad. Murillo de Gállego ligger nere i en dal. Runt Murillo de Gállego är det glesbefolkat, med 11 invånare per kvadratkilometer. Närmaste större samhälle är Ayerbe, 8,9 km sydost om Murillo de Gállego. I omgivningarna runt Murillo de Gállego växer i huvudsak barrskog.